# 水德星君

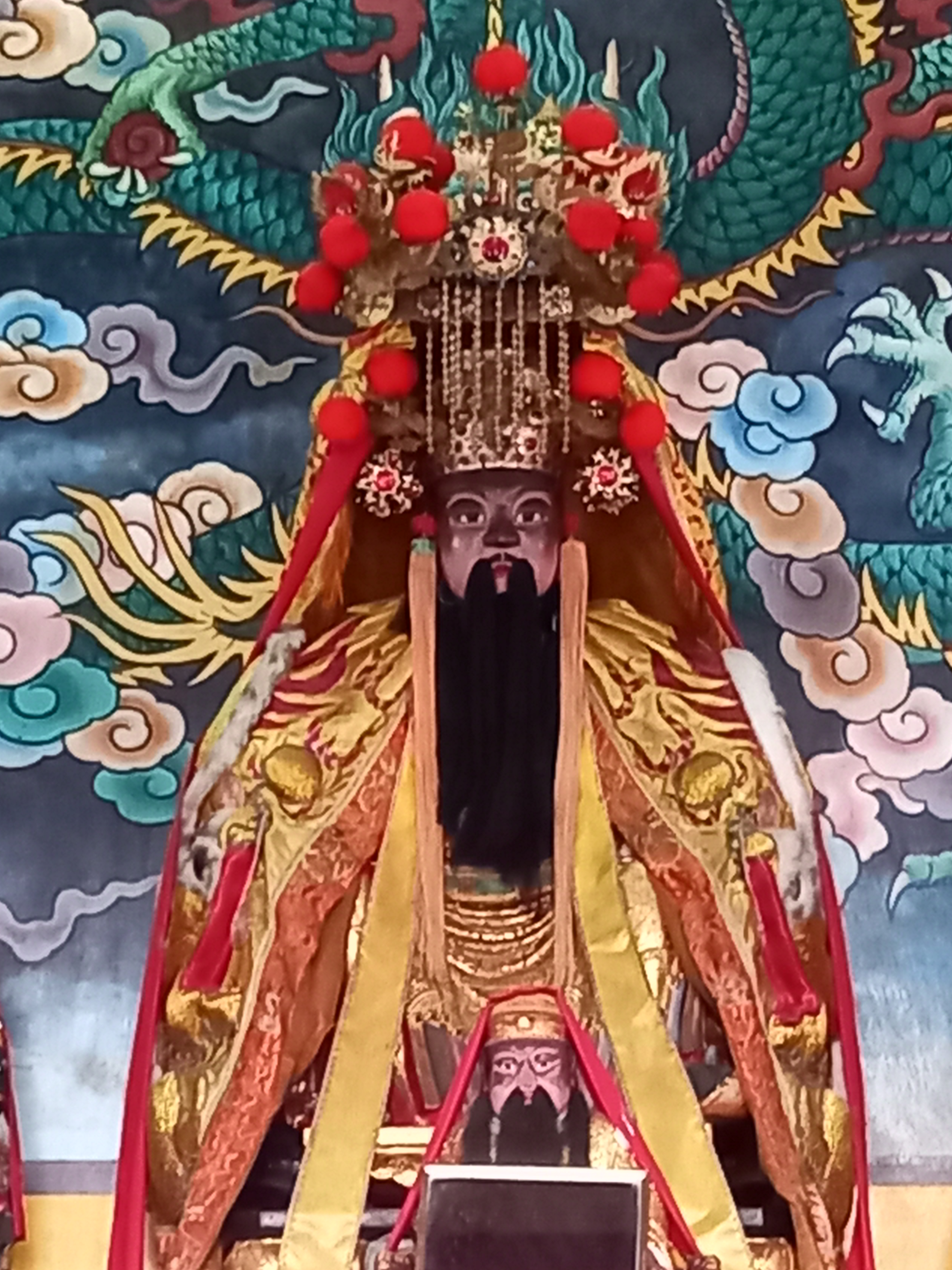
美濃竹子門水德宮水德星君

水德星君，又稱水德真君，是道教信奉的自然水神，為水星之星君，為水官大帝部屬，亦有说水德星君与水官大帝为同一神，掌管天下一切江海河渎事務。
在華人世界，消防人員往往奉祀水德星君與火德星君。
五星君之一，全称“北方水德辰星伺辰星君”。“辰星者水也，水之精传太白金之气。”姓阴空，名肇咺（一說启咺），字积源（一說精源），夫人名玄华，字龙娥，居玄斗宫或治金玄宫。“北方水德星君，水之精，黑帝之子。水德为天心紫辰之星，正对昆仑之顶，处紫微之宫，即元气之主。星君戴星冠，蹑朱履，衣黑霞寿鹤之衣，执玉简悬七星宝剑，垂白玉环佩。管人间水族，铰龙群鱼，雪雹凝寒之事。博大冠五行之首，生万物之根，海滨江河宰酌之事。”“北方辰星主智，生壬癸，化水泉，司冬令，宰带甲无鳞干种湿生之族，凡历一岁纬一周天。”
唐朝道教學者杜光庭，著有水德星君咒曰：
妙哉符五炁，彷彿見真門。

嵯峨當丑位，壬癸洞靈君。

分輝凝皎潔，盻蠁赴思存。

仙歌將舞蹈，良久下金天。

## 文學作品中的描述
《西遊記》第五十一囘，孫悟空遭到金兜大王圍困，到天庭請水德星君幫忙，水德星君就派下黃河河伯去協助。